# توبياس سنتلمان
توبياس سنتلمان (بالنرويجية: Tobias Santelmann) هو ممثل نرويجي ولد 8 أغسطس 1980 في فرايبورغ

## أعماله

### السينما
- 2012: في فيلم كون-تيكي للمخرج اندى يواكيم رونينغ واسبن ساندبرج
- 2012: داغمار: الروح من الفايكنج للمخرج روار أوتاج: مايكل
- 2013: لاحقوا الرياح  : هافارد
- 2014: في ترتيب الاختفاء : فين
- 2014: هرقل للمخرج بريت راتنر:ريسوس
- 2015: كسر نقطة اريكسون كور : شودير

### التلفزيون
- 2010: هالفر:  ماريوس  (10 حلقات)
- 2011: ستيك : جورج
- 2014: شاهد عيان: لارس
- 2014: حرب المياه الثقيلة: يواكيم
- 2015: ذا لاست كينغدوم : جون راجنار
- 2015: تبرئة